# Wernher von Braun
Wernher Magnus Maximilian Freiherr von Braun (Wirsitz (Duitse Keizerrijk), 23 maart 1912 – Alexandria (Verenigde Staten), 16 juni 1977) was een van de leidende figuren bij de ontwikkeling van rakettechnologie in Duitsland en de Verenigde Staten. Door zijn belangrijke rol in het militaire raketprogramma van nazi-Duitsland werd hij een controversieel figuur. Von Braun was de voornaamste raketingenieur en voorvechter van ruimtevaart in de twintigste eeuw. Tot zijn prestaties behoren de eerste ballistische raket (de Duitse V-2), een geleverde bijdrage aan de ICBM, de lancering van de eerste Amerikaanse satelliet (Explorer-1 in 1958), de grootschalige popularisatie van ruimtevaart in de media en de maanraket Saturnus V.

## Jeugd en studietijd
Wernher von Braun werd in 1912 geboren in Wirsitz in Posen (onderdeel van het Duitse Rijk), als tweede van drie zonen van Magnus Freiherr von Braun en Emmy Freiin von Quistorp. Zijn ouders waren beiden afkomstig uit de landadel van Pruisen, de zogenaamde  Junkers die traditioneel hun carrière maakten in het leger of de politiek. Zo ook zijn vader: deze doorliep een bestuurlijke en politieke carrière, waarbij hij moest aftreden wegens steun aan de Kapp-putsch, maar later werd hij minister in de laatste twee kabinetten van de Weimarrepubliek (kabinet-Papen en kabinet-Schleicher).
Van zijn moeder, die evenals haar zoon Wernher, begaafd was in natuurwetenschappen en techniek, kreeg hij een telescoop cadeau. Zijn hierdoor gestimuleerde interesse in de astronomie en het heelal bleef zijn hele leven.
Toen zijn geboorteplaats Wirsitz in 1920 aan Polen werd toebedeeld volgens het Verdrag van Versailles verhuisde zijn familie naar Duitsland, net als vele andere Duitse families. Een nieuw leven werd opgebouwd in Berlijn.
Op school was hij aanvankelijk niet goed in natuurkunde en wiskunde, tot hij het boek Die Rakete zu den Planetenräumen van Hermann Oberth las.
Op zijn dertiende vuurde hij een speelgoedauto af met behulp van vuurwerk. De auto reed door een drukke straat en vatte vlam. De jonge Von Braun werd door de politie opgesloten tot zijn vader hem kwam halen.
Vanaf 1930 studeerde Von Braun aan de Technische Universiteit Berlijn, waar hij lid werd van de Verein für Raumschiffahrt (VfR). Hij was assistent van Hermann Oberth bij proeven met raketmotoren die op vloeibare brandstof liepen. Deze eerste raketproeven vonden onder uiterst primitieve omstandigheden plaats. Oberths eerste ontwerp heette "Kegeldüse" (kegelmotor), gefabriceerd van staal met koperbeplating aan de binnenkant, met als stuwstoffen benzine en vloeibare zuurstof. Jaren later deed Von Braun uit de doeken hoe primitief de testopstelling in elkaar stak, en ook hoe gevaarlijk deze was. Op een kruideniersweegschaal stond een met water gevulde emmer, waar de motoruitlaat uitstak. De weegschaal diende om de stuwkracht te bepalen. Verder was er een dewarvat met zuurstof, een met reduceerventiel uitgeruste fles stikstof, een brandstoftank en een paar koperleidingen die van brandstoftank en dewarvat naar de motor liepen.
Von Braun beschrijft: "...Riedel had de nogal gevaarlijke taak om de kleine Kegeldüse in de met water gevulde emmer tot ontsteking te brengen. Er was op enige afstand van de weegschaal, waarmee de stuwkracht moest worden gemeten, een kamerscherm opgesteld. Het was geen gemakkelijk klusje voor Riedel om een brandende en met benzine doordrenkte lap over de benzine sproeiende Kegeldüse heen te gooien en dekking te zoeken voor de motor met oorverdovend lawaai begon te lopen. Voor een grote man met een gewicht van 100 kg was hij bij die gelegenheden wonderbaarlijk snel...". De Kegeldüse was een belangrijk moment in de geschiedenis van Duitse rakettechnologie.

## Duitse carrière onder de nazi's

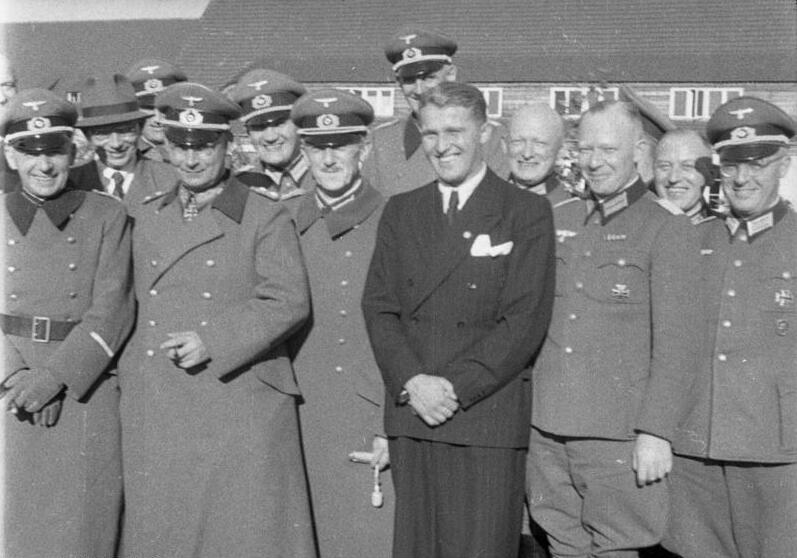
In Peenemünde voorjaar 1941. V.l.n.r. Generaal-Majoor Dr. Walter Dornberger, Generaal Friedrich Olbricht (met Ridderkruis) Generaal-Maarschalk Wilhelm Ritter von Leeb, in burger Wernher von Braun

Von Braun werkte in 1933 aan zijn proefschrift toen de nazi's de macht in Duitsland overnamen. Generaal Majoor Walter Dornberger, een artillerist uit het Duitse leger, regelde financiering voor geheim militair onderzoek door Von Braun. Dornberger deelde hem in bij zijn team van 80 man te Kummersdorf, 80 km ten zuiden van Berlijn. Eind 1934 had Von Brauns groep met succes twee raketten gelanceerd die een hoogte bereikten van meer dan 2,4 kilometer. Omdat Dornberger in Kummersdorf niet kon uitbreiden verhuisde de raketgroep naar Peenemünde aan de Oostzee. Als hoofd van de legeronderzoekseenheid ontwikkelde Von Braun samen met zijn assistent Konrad Dannenberg de langeafstandsraket A-4 en een supersonische antivliegtuigraket, die Wasserfall werd genoemd.
Om zijn carrière zeker te stellen werd Von Braun in 1937 lid van de NSDAP en in 1940 zelfs lid van de SS, uiteindelijk met de rang van Sturmbannführer (majoor). Het is nooit bewezen dat Von Braun een overtuigde nazi was maar hij was op zijn minst een opportunist: het maakte hem kennelijk niet uit voor wie hij werkte of wat de 'menselijke kosten' ervan waren, als hij maar ongehinderd zijn raketten kon bouwen. Von Braun heeft zich na de oorlog nooit hoeven te verantwoorden voor zijn medewerking aan de nazi's, hoewel hij wel degelijk op de hoogte was van de barbaarse misdaden van het nazi-systeem, bijvoorbeeld de misstanden in de ondergrondse rakettenfabriek Mittelwerk in Mittelbau-Dora.

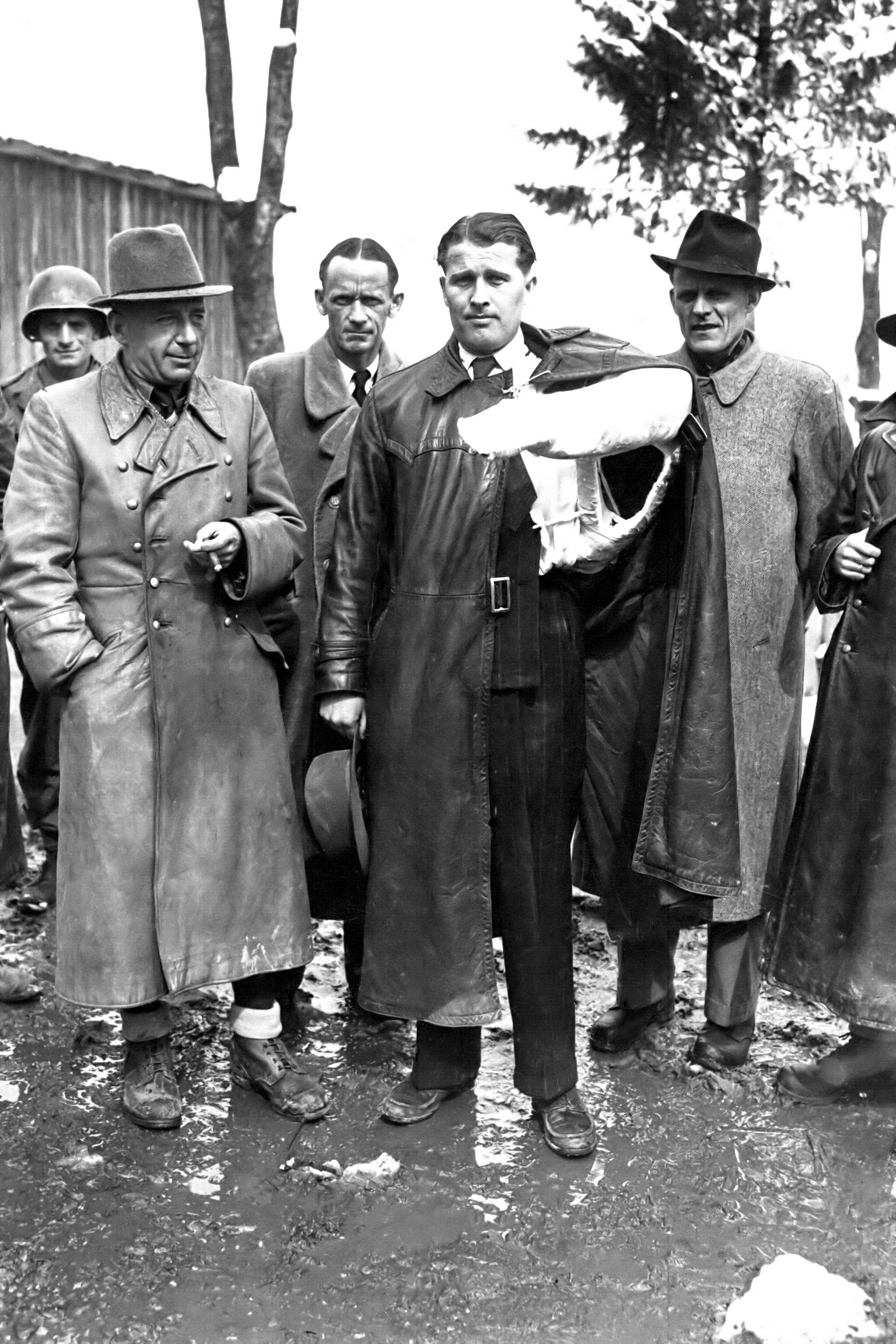
Bij de overgave aan de Amerikanen 1945

In 1943 besloot Adolf Hitler de A-4 te gebruiken als vergeldingswapen ("V" van Vergeltungswaffe - maar de A-4 was ook bekend onder de bijnaam 'dokter worst'). De groep moest een raket ontwikkelen om Londen te treffen. De SS en de Gestapo arresteerden Von Braun op 22 februari 1944 omdat hij onder andere door Himmler (Reichsführer SS - Hoofd van de SS) valselijk werd beschuldigd van communisme en pogingen om het V2-programma te saboteren. Hij werd overgebracht naar de gevangenis in Stettin. Maar Dornberger, de Abwehr (Spionage afdeling Buitenland) en Albert Speer wisten de Sicherheitsdienst (SD) te overtuigen van Von Brauns onschuld, zodat die hem na veertien dagen vrijliet. Zonder Von Braun zou de ontwikkeling en de productie van de V2 en andere wapensystemen grote vertraging oplopen. Zo was Von Braun in zekere zin ook 'slachtoffer' van de SS, wat zijn latere reputatie hielp.
Nochtans was er reden genoeg om hem te beschouwen als een oorlogsmisdadiger. De V-2 was er deels gekomen op persoonlijk aandringen van Von Braun bij Hitler, die omwille van een droom niet in het project geloofde. Von Braun reisde op 7 juli 1943 zelf af naar de Wolfsschanze en overtuigde uiteindelijk Hitler om massale middelen te mobiliseren voor de verdere ontwikkeling van het vergeldingswapen. De Führer benoemde Von Braun prompt tot 'professor' en hij kreeg de technische leiding over het raketteam in Heeresversuchsanstalt Peenemünde. Hij bezocht herhaaldelijk Mittelwerk, een ondergrondse fabriek die dreef op dwangarbeid, uithongering en willekeurige ophangingen (gewoonlijk twaalf per dag). De 'grote professor' moest er over uitgemergelde lijken stappen en passeren onder terechtgestelden, opgehangen aan een kraan. Hij bezocht ook Buchenwald, waar hij persoonlijk personeel rekruteerde.
Veertien maanden nadat Hitler opdracht gaf tot de productie werd op 8 september 1944 vanuit Wassenaar (Lijsterlaan hoek Konijnenlaan), de eerste militaire A-4 gelanceerd richting Engeland. Vanaf dat moment heette de raket V-2, Vergeltungswaffe-2, een naam die door Reichsführer SS Heinrich Himmler was bedacht. Toen de eerste V2 Londen trof, met diverse doden en gewonden onder de burgerbevolking tot gevolg, zei Von Braun tegen zijn collega's: "De raket werkte perfect, hoewel de besturing problemen gaf." Over de slachtoffers in Londen geen woord. Ook het inmiddels door de geallieerden bevrijde Antwerpen werd door vele V-2's getroffen. In Antwerpen bijvoorbeeld stierven op 16 december 1944 meer dan 500 mensen toen een Duitse V-2 neerkwam op een bioscoopzaal.
Tegen het einde van de oorlog in 1945 bevond Von Braun zich met zijn team van ingenieurs in Beieren. Hij werd daar bewaakt door de SS, omdat de nazi's bang waren dat hij zou overlopen naar de geallieerden. Het was inmiddels overduidelijk dat de oorlog door de nazi's verloren was en bijna voorbij was en Von Braun vroeg zijn groep aan wie zij zich wilden overgeven. De meeste geleerden waren bang voor de Russen. Door de Fransen zouden ze 'als slaven worden behandeld' en de Britten hadden niet genoeg geld voor een raketprogramma. Alleen de Amerikanen bleven zo over: eerst om zich aan over te geven en daarna met Amerikaans geld het raketprogramma voort te kunnen zetten.

## Amerikaanse carrière

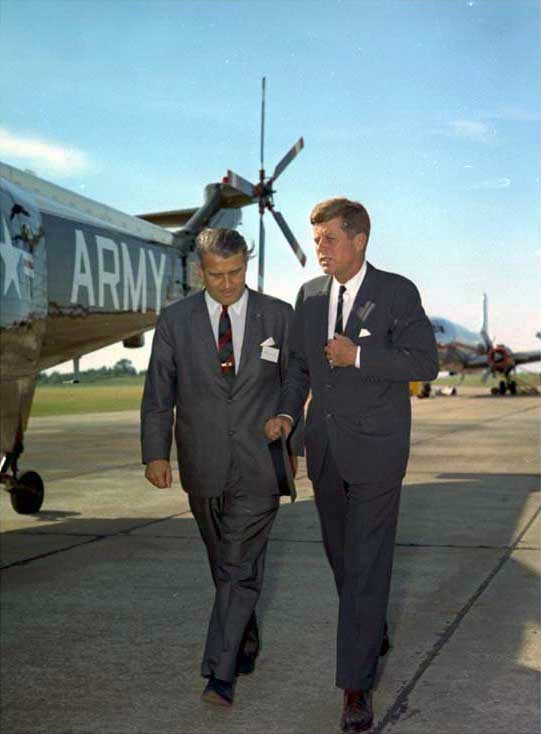
Met president John F. Kennedy 1963

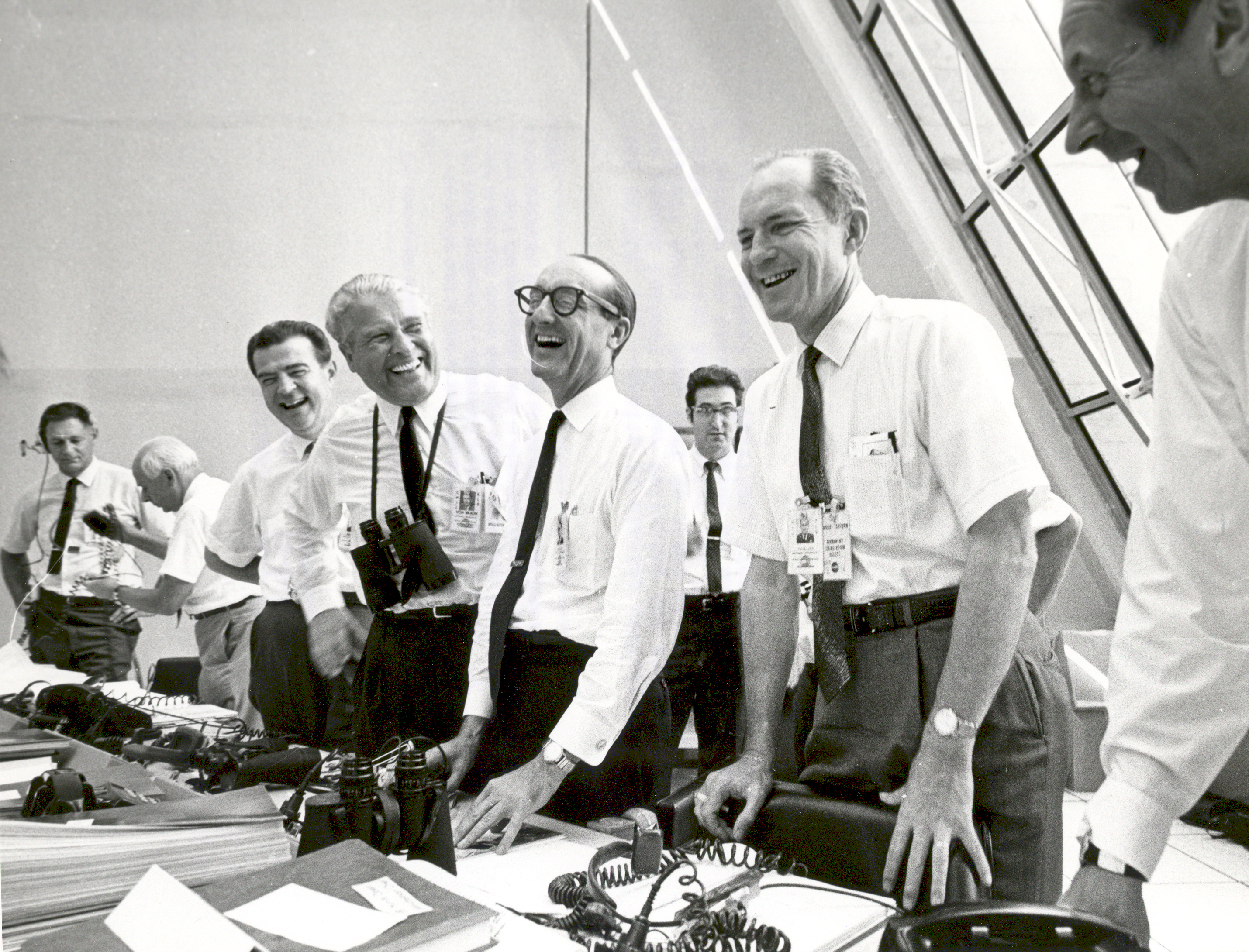
Na de geslaagde lancering van de Apollo 11

Von Braun gaf zich met behulp van zijn broer Magnus over aan de Amerikanen. Magnus sprak beter Engels, zodat hij de onderhandelingen over de overgave mocht voeren. Von Braun werd met zijn overgebleven team van ingenieurs in het geheim naar Amerika gebracht, samen met veel materiaal waaronder 300 treinwagons met raketonderdelen en bouwtekeningen. Een groot deel van zijn ingenieurs was overigens in handen gevallen van de Russische troepen. De Amerikaanse operatie gebeurde in het kader van de geheime projecten "operatie Overcast" en "operatie Paperclip" van de Amerikaanse overheid om belangrijke nazi-wetenschappers over te brengen naar Amerika. Overigens werden de meeste van deze wetenschappers, waaronder Von Braun, nooit (in openbare rechtszaken) lastiggevallen met 'moeilijke vragen' betreffende hun nazi-verleden. Hun technische en wetenschappelijke expertise woog voor de Amerikaanse overheid kennelijk zwaarder dan een rigoureus onderzoek naar hun verleden, waarbij de onderste steen zou moeten bovenkomen, en waarbij mogelijke misdaden aan het licht zouden komen. Hierbij bestond het risico dat deze ex-nazi's dan niet meer wilden meewerken met hun nieuwe broodheren. Von Braun was een van de eerste nazi-wetenschappers die werd overgebracht naar Amerika.
De groep werd onder bewaking gebracht in Fort Bliss, Texas. Ze noemden zichzelf op dat moment "PoPs", Prisoners of Peace. In Texas en later in Huntsville, Alabama, gingen Von Braun, Walter Dornberger en 126 andere Duitse ingenieurs verder met hun onderzoek en ontwikkeling van rakettechnologie. Dornberger zou later voor Bell Aircraft "Bell Textron" gaan werken.
Op 1 maart 1947 trouwde Von Braun in Landshut met zijn 18-jarige nicht van moederszijde Maria Luise von Quistorp. Zij zouden twee dochters en een zoon krijgen.
Von Braun werd Amerikaans staatsburger in 1955.
In Von Brauns visie, die hij verwoordde in diverse populair wetenschappelijke boeken en films, zou de exploratie van de ruimte het beste in verschillende etappes aangepakt kunnen worden. Allereerst moest er een bemand station in een baan om de aarde gebouwd worden. In de vorm van een groot ronddraaiend wiel om door middelpuntvliedende kracht een kunstmatige zwaartekracht op te wekken in het station. Vervolgens moest er dan een vloot van ruimteschepen gebouwd worden bij dit station om een landing op de maan uit te voeren. Vervolgens moest er dan een permanent bemande maanbasis gevestigd worden en ook de ontginning van grondstoffen en ertsen op de maan moest dan beginnen. Met de zo gewonnen materialen kon dan een heuse maanindustrie opgezet worden met als voornaamste product ruimteschepen om daarmee de rest van het zonnestelsel te verkennen en te koloniseren. Maar al snel werd duidelijk dat de Amerikaanse regering daar nooit het benodigde geld voor zou verstrekken. Er werd toen gekozen voor een goedkopere oplossing: een directe landing op de maan vanaf de aarde. Zie verder het artikel over de race naar de maan.
In een poging om het Amerikaanse volk ervan te overtuigen dat ruimtevaart essentieel is en zo de politici achter zijn plannen te krijgen om de nodige fondsen te verkrijgen, ging Von Braun werken bij Walt Disney als technisch directeur. De oorspronkelijke bedoeling was om 3 televisiefilms te maken rond ruimtevaart. De eerste film rond dit thema was getiteld: "Man in Space" ('de mens in de ruimte'). Deze uitzending haalde 42 miljoen kijkers en er kwam een nationale discussie over ruimtevaart.
Later werd hij directeur van de Development Operations Division van The Army Ballistic Missile Agency (ABMA). Von Brauns team ontwikkelde toen de Jupiter-C, een aangepaste Redstone-raket. Von Braun kreeg vanuit Washington (het Pentagon en de Senaat) veel tegenwerking, deels vanwege zijn naziverleden en deels omdat hij zich meer bezighield met ruimtevaart dan met het ontwikkelen van raketten voor de landsverdediging. Hij kreeg zijn gelijk toen de Russen - dankzij het baanbrekende werk van Sergej Koroljov - een onbemande satelliet (de Spoetnik) lanceerden en daarna een satelliet met een levend wezen (het hondje Laika) in een baan om de aarde brachten.
Deze klap kwam behoorlijk hard aan bij de Amerikanen, zodat het ruimtevaartprogramma nu de hoogste prioriteit kreeg. Maar voordat Von Braun zijn raket mocht inzetten - hij had de Jupiter-C reeds geassembleerd, maar verborgen gehouden voor zijn opdrachtgevers - kreeg eerst de Amerikaanse marine de opdracht met een raket een satelliet in een baan om de aarde te brengen. Dat liep op een volledige mislukking uit: de raket ontplofte tijdens de lancering. Von Braun kreeg toen zijn grote kans en zijn team lanceerde op 31 januari 1958 met succes de Explorer 1, de eerste in het Westen gelanceerde satelliet. Deze gebeurtenis stond aan de wieg van het Amerikaanse ruimtevaartprogramma.
Hierdoor werd hij twee jaar later, in juli 1960, de eerste directeur van het Marshall Space Flight Center (onderdeel van de NASA) in Huntsville, Alabama en (mede) de geestelijk vader van de draagraketten Saturnus I, Saturnus IB en Saturnus V van het Apolloprogramma. Met de Saturnus V raketten werden de eerste mensen in 1969 op de maan gezet. Daarna verminderde de publieke belangstelling en werd het (jaarlijks door het Amerikaanse Congres opnieuw toegekende) budget voor de NASA steeds verder verminderd. Von Brauns frustratie nam toe doordat hij zijn plannen voor verdere ruimte-exploratie in rook zag opgaan en op 26 mei 1972 nam hij ontslag.
Na zijn vertrek bij de NASA ging hij werken bij o.a. vliegtuigfabrikant Fairchild Industries en richtte mede het National Space Institute op, een voorloper van de huidige National Space Society. Verder was hij een adviseur voor OTRAG (Duits voor Orbital Transport und Raketen AG), een Duitse firma die een eigen raketsysteem wilde ontwikkelen.

## Ziekte en overlijden

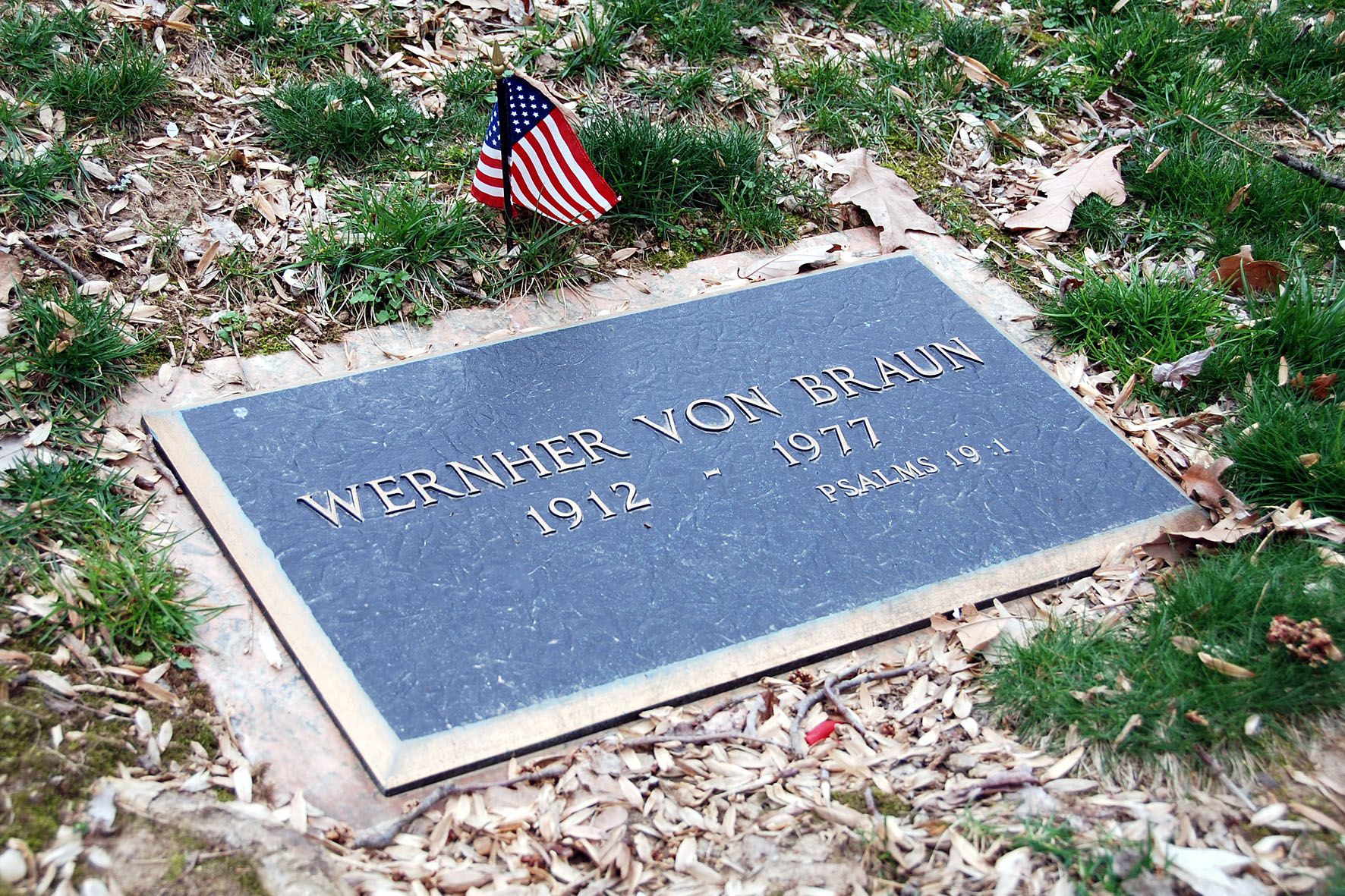
Graf van Von Braun

In 1973 werd bij een routineonderzoek kanker geconstateerd in Wernher von Brauns linker nier. De nier werd verwijderd en hij herstelde goed. Twee jaar later ontdekte men opnieuw kanker, ditmaal in de darm. Ook dit gezwel werd verwijderd maar zijn gezondheid ging steeds verder achteruit en hij overleed uiteindelijk aan alvleesklierkanker op 16 juni 1977. Op zijn grafsteen staat Psalm 19:1 "De hemel verhaalt van Gods majesteit, het uitspansel roemt het werk van zijn handen".

## Wetenschapper en christen
Wernher von Braun was een evangelisch christen. Hij was tegen een scheiding van wetenschap en religie want, zo stelde hij, de wetenschap in haar zoektocht om de schepping te begrijpen en de religie in haar zoektocht om de Schepper te begrijpen, hebben vele overeenkomsten. Over de verhouding van technologische ontwikkelingen en ethiek heeft hij gezegd dat de Bijbel het meest effectieve bastion is tegen de eroderende werking van de tijd en het de openbaring is van Gods wezen en liefde. Vergelijkbaar met de psalmtekst op zijn graf, heeft hij gezegd dat het heelal, zoals dat wordt onthuld door wetenschappelijk onderzoek, de levende getuige is dat God echt aan het werk is geweest en dat het begrijpen van het wezen van de schepping een belangrijke basis levert voor het geloof waarmee we het wezen van de Schepper trachten te kennen.

## Prijzen en onderscheidingen
- 1943: Door Hitler persoonlijk benoemd tot hoogleraar.
- 1943: Kruis voor Oorlogsverdienste, 1e klasse met Zwaarden[14]
- 1944: Ridderkruis van het Kruis voor Oorlogsverdienste op 29 oktober 1944[14]
- 1959: Grootkruis in de Orde van Verdienste van de Bondsrepubliek Duitsland[14]
- 1969: Wilhelm-Exner-Medaille (Oostenrijk)
- 1971: Grootkruis van Verdienste met Ster in de Orde van Verdienste van de Bondsrepubliek Duitsland[14]
- 1975: Medaille van de Humboldt-Gesellschaft (DDR) in goud in 1975

In 1974 had hij een totaal van 25 eredoctoraten ontvangen, onder meer van de volgende universiteiten:
- University of Alabama
- University of Tennessee at Chattanooga
- Universiteit van Pittsburgh
- Saint Louis University
- Technische Universiteit Berlijn
- Canisius College
- Clark University

## Publicaties
Onder meer:
- Konstruktive, theoretische und experimentelle Beiträge zu dem Problem der Flüssigkeitsrakete. (Destijds geheime) dissertatie, Berlijn, 1934
- Das Marsprojekt. Studie einer interplanetarischen Expedition. Frankfurt am Main, 1952
- Across the Space Frontier (in het Duits Station im Weltraum, 1953; later Die Eroberung des Weltraums, 1958)
- Met Willy Ley, Fred L. Whipple: Conquest of the Moon (in het Duits Die Eroberung des Mondes, 1954)
- Met Willy Ley: The Exploration of Mars (in het Duits Die Erforschung des Mars, 1957)
- Met Willy Ley e.a.: Start in den Weltraum. Ein Buch über Raketen, Satelliten u. Raumfahrzeuge, 1958
- First Men to the Moon (in het Duits Erste Fahrt zum Mond, 1961)
- Griff nach den Sternen. Sinn und Möglichkeiten der Weltraumfahrt. München, 1962
- Space Frontier (in het Duits Bemannte Raumfahrt, 1968)
- Met Frederick I. Ordway: The Rockets' Red Glare (in het Duits Raketen. Vom Feuerpfeil zum Raumtransporter, 1979)
- 'Survey' of Previous Liquid Rocket Development in Germany and Future Prospects.[15]
- A Minimum Satellite Vehicle Based on Components Available from Developments of the Army Ordnance Corps (15 september 1954) "It would be a blow to U.S. prestige if we did not [launch a satellite] first."[15]
- The Mars Project, Urbana, University of Illinois Press, (1953). Vertaald door Henry J. White.
- German Rocketry, The Coming of the Space Age. Meredith Press, New York (1967).
- First Men to the Moon, Holt, Rinehart and Winston, New York (1958). Deels eerder verschenen in This Week Magazine.
- Daily Journals of Werner von Braun, May 1958-March 1970 (maart 1970).[15]
- Met Frederick I. Ordway III, History of Rocketry & Space Travel, New York, Crowell (1975).
- 2nd Edition:, Estate of Wernher von Braun, Ordway III, Frederick I & Dooling, David Jr. (1985). Space Travel: A History. Harper & Row, New York [1975]. ISBN 0-06-181898-4.
- Met Frederick I. Ordway III: The Rocket's Red Glare, Garden City, N.Y.: Anchor Press, (1976).
- Project Mars: A Technical Tale, Apogee Books, Toronto (2006). Ongepubliceerd sciencefictionverhaal door Von Braun. Met illustraties van Chesley Bonestell en Von Brauns eigen technische rapporten over dit project.
- The Voice of Dr. Wernher von Braun, Apogee Books, Toronto (2007). Toespraken.

## In de media

### Film en televisie
- Wernher von Braun (speelfilm, 1960, alternatieve titel I Aim at the Stars) met Von Braun gespeeld door Curd Jürgens). De komiek Mort Sahl stelde voor als ondertitel: "(But Sometimes I Hit London)".
- Dr. Strangelove or: How I Learned to Stop Worrying and Love the Bomb (speelfilm, 1964): De fictieve Dr Strangelove wordt gezien als deels geïnspireerd door Von Braun.[16]
- Alphaville, une étrange aventure de Lemmy Caution (fictie, speelfilm, 1965, regie Jean-Luc Godard): Howard Vernon speelt Professor Von Braun (ook bekend als Leonard Nosferatu), de uitvinder van de supercomputer Alpha 60 die Alphaville bestuurt.
- From the Earth to the Moon (tv, 1998): Von Braun gespeeld door Norbert Weisser.
- October Sky (1999). Film over de Amerikaanse raketingenieur Homer Hickam, die als tiener Von Braun bewonderde. Von Braun (of Hickham?) wordt gespeeld door Joe Digaetano.
- Space Race (tv, BBC-coproductie met NDR (Duitsland), Channel One TV (Rusland) en National Geographic Channel (VS), 2005): von Braun wordt gespeeld door Richard Dillane.
- The Right Stuff (1983): De figuur van de Chief Scientist, gespeeld door Scott Beach, is duidelijk geënt op Von Braun.
- For All Mankind (2019): speculatieve reeks waarin de Sovjet-Unie als eerste een mens op de maan zet. Von Braun wordt gespeeld door Colm Feore.

### Muziek
- Wernher von Braun (1965):[17] Lied geschreven en uitgevoerd door Tom Lehrer voor een aflevering van NBCs Amerikaanse versie van de BBC TV show That Was the Week That Was. Het lied werd opgenomen op Lehrers grammofoonplaat That Was the Year That Was. Het is een satire op wat gezien werd als Von Brauns wegwuiven van de gevolgen van zijn werk voor nazi's: "'Once the rockets are up, who cares where they come down? / That's not my department', says Wernher von Braun." Anders dan meestal beweerd wordt, heeft Wernher von Braun Tom Lehrer niet wegens smaad vervolgd. Lehrer heeft zijn inkomsten uit dit lied niet hoeven overdragen aan Von Braun. Lehrer ontkende deze beweringen ten stelligste in een interview in 2003.[18]

## Familie
Braun trouwde in 1947 met Maria von Quistorp (1928), lid van de familie Von Quistorp.
- Sigismund von Braun (1911–1998), Duits diplomaat, broer
- Magnus von Braun (1919–2003), directeur van Chrysler Europe, broer
- Magnus von Braun (senior) (1878–1972), Duits politicus, minister van Landbouw (1932–1933) in het Kabinet-Papen en Kabinet-Schleicher, vader
- Margrit Cécile von Braun (8 mei 1952), Amerikaans milieudeskundige, dochter[19]

## Collega's
- Konrad Dannenberg
- Helmut Gröttrup